# Bildtitel

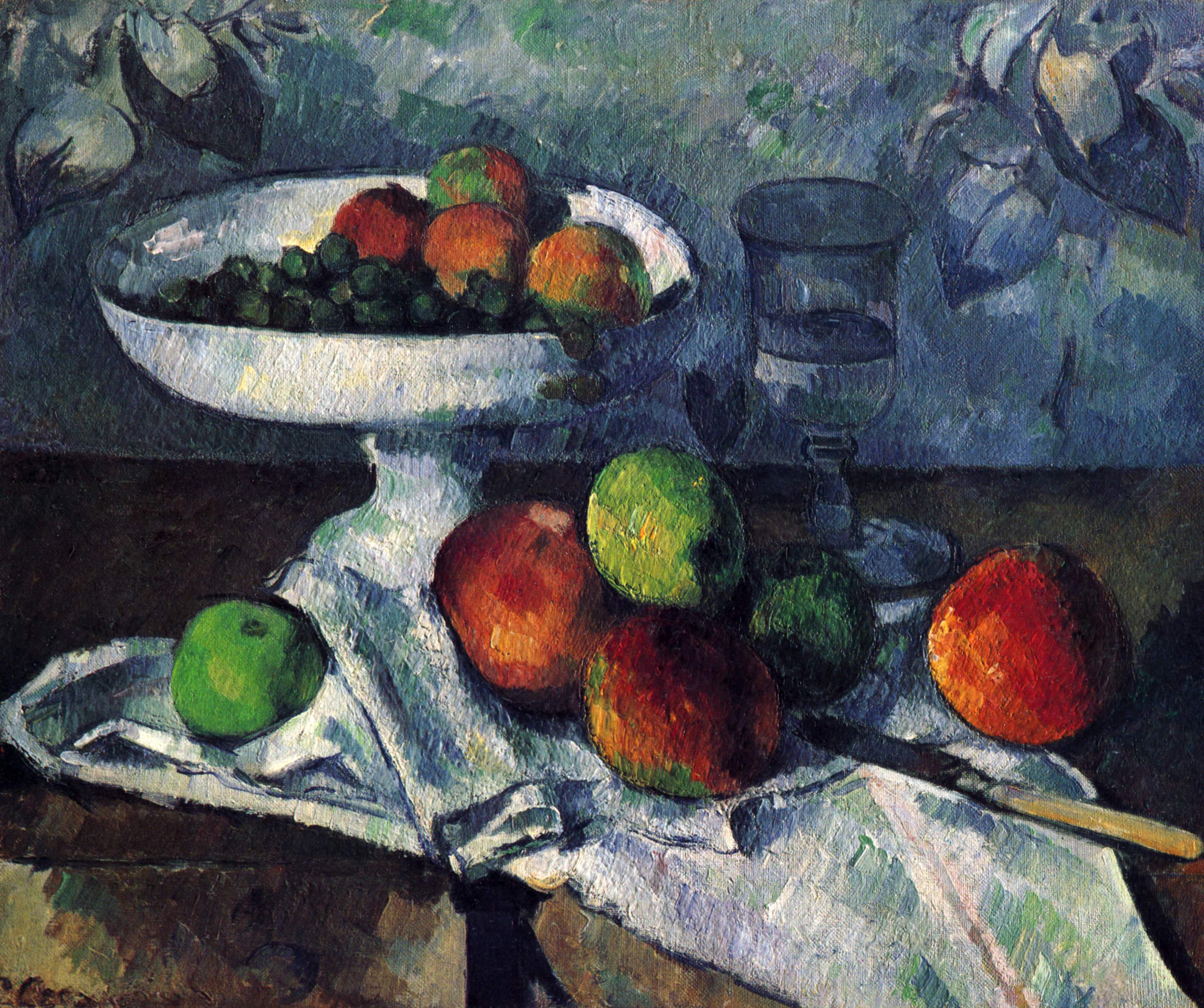
Paul Cézanne – Stillleben mit Obstschale (1879–1880)

Ein Bildtitel (auch: Bildertitel) ist die Wiedergabe des tatsächlichen, intendierten oder vorgeblichen Bildinhalts in sprachlicher Form. Der Bildtitel, der mit der Bildunterschrift identisch sein kann, ist im Urheberrecht der vom Urheber vergebene Werktitel eines Bildes oder einer Plastik.

## Allgemeines
Bilder im urheberrechtlichen Sinne sind Lichtbilder (Fotos, digitale Bilder), Gemälde, Plastiken oder Zeichnungen. Lässt sich für ein Bild ein prägnanter und erschöpfender Bildtitel finden, dann kann von einem syntagmatisch geschlossenen Bild gesprochen werden. Um ein syntagmatisch offenes Bild handelt es sich dagegen, wenn der Bildtitel nicht alle Bildelemente abdeckt. Im Idealfall besteht der Bildtitel aus lediglich einem Wort und repräsentiert alle Bildelemente vollständig.

## Geschichte
Die ältere Kunstgeschichte kannte noch keinen Bildtitel. Kunstwerke vor der Moderne trugen stattdessen eine Bildbezeichnung, die sich meistens interpretatorisch auf inhaltliche Aspekte der bildlichen Darstellung bezog. Der Unterschied zwischen Bildtitel und Bildbezeichnung ist darin zu sehen, dass bei der Bildbezeichnung im Gegensatz zum Bildtitel stets die Möglichkeit einer Umbenennung besteht. Einigen Gemälden, denen die Maler einen Bildtitel vergeben hatten, wurden erst nachträglich durch die Fachliteratur neue Bildtitel verliehen (beispielsweise Leonardos Mona Lisa von 1503–1506 oder Rembrandts Die Nachtwache von 1642). In der avantgardistischen Kunst der ersten Hälfte des 20. Jahrhunderts sind Bildtitel nicht mehr lediglich Beiwerk zum Gemälde, sondern als ein wesentlicher Bestandteil des Bildes konzeptuell ins Bild integriert. Wird die Titelgebung verweigert („Bild ohne Titel“) wie beispielsweise bei Pablo Picasso („Ohne Titel“, 1953), kann dies als Auflösung des dialektischen Zusammenwirkens zwischen Kunstwerk, Bildtitel und Betrachter interpretiert werden.
Der am häufigsten verwendete Bildtitel in der Malerei ist das Stillleben. Viele Bildtitel haben sich in der Allgemeinbildung verselbständigt und stehen stellvertretend für das Werk, etwa Leonardo da Vincis „Das Abendmahl“ (1498), Dürers „Betende Hände“ (um 1508) oder Auguste Rodins „Der Denker“ (1882). In der bildenden Kunst wird der Vorgang der Loslösung vom Gegenstand signalisiert in Bildtiteln wie „Komposition in Grün“.

## Funktionen

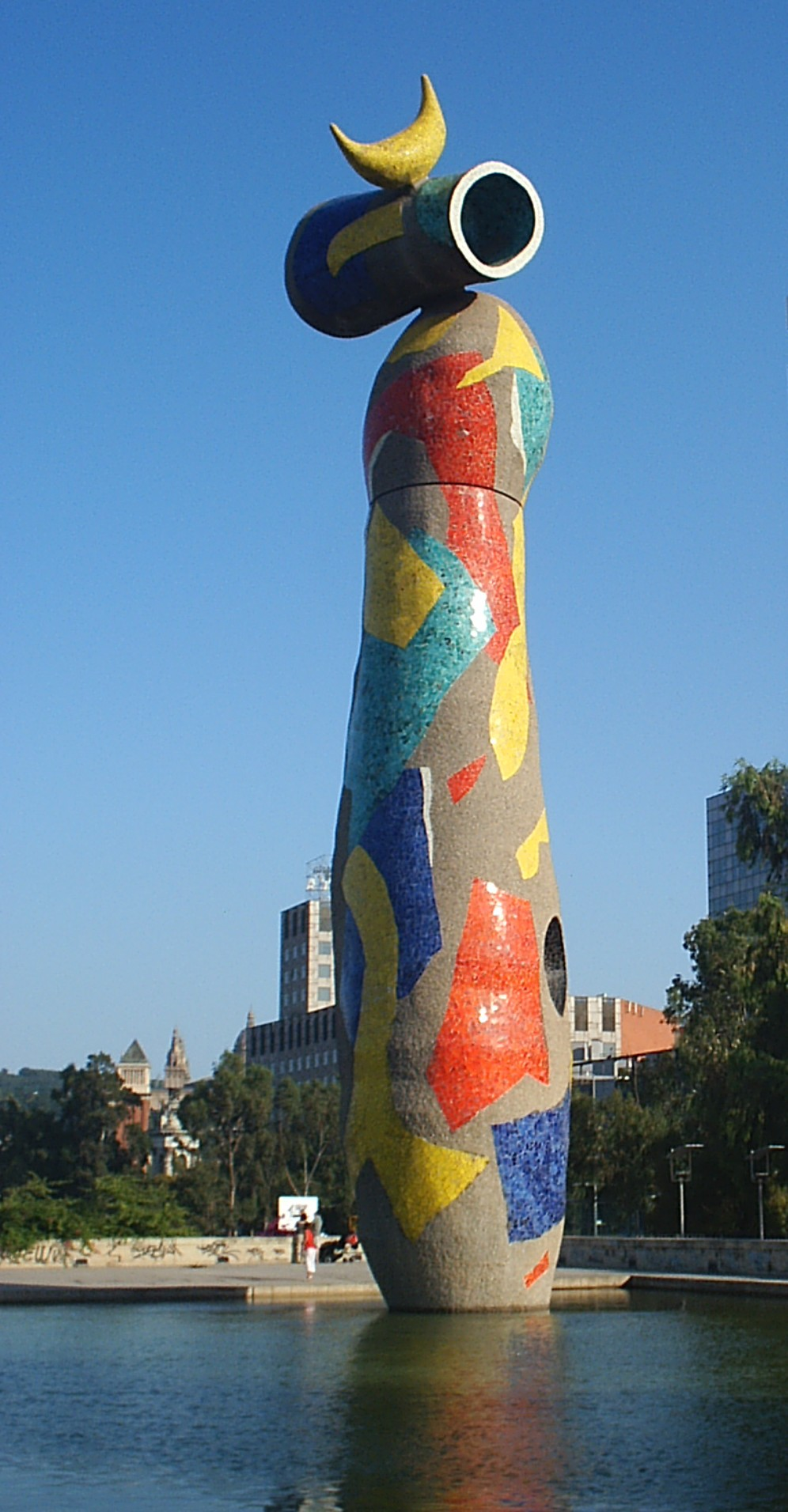
Joan Miró – Frau und Vogel (Barcelona, 1982)

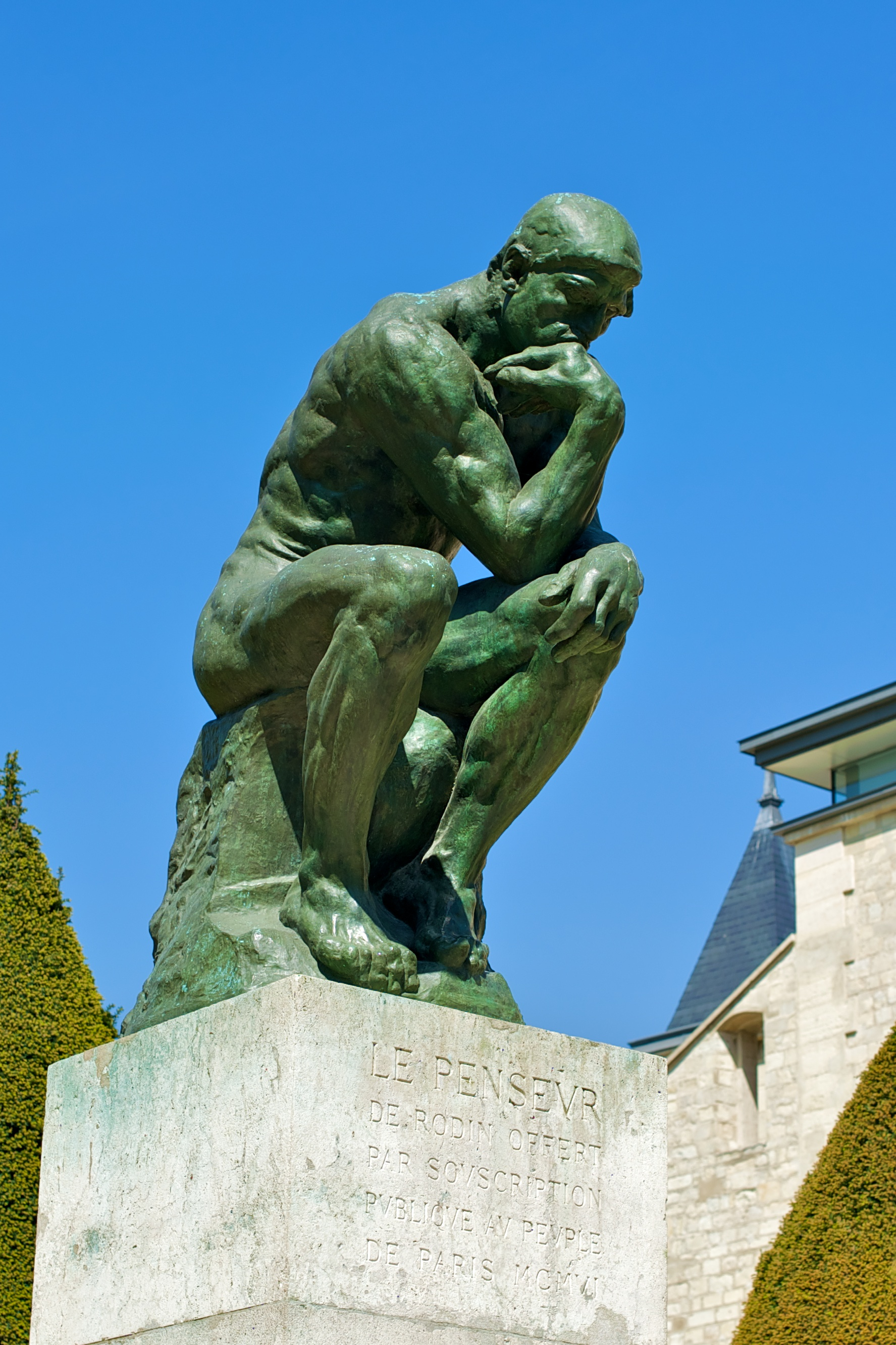
Auguste Rodin – Der Denker (1882); vor dem Musée Rodin in Paris

Der Bildtitel dient als deskriptive Bezeichnung des Werkes und stellt oft eine Kurzbeschreibung des Werkinhalts dar. Ein Bildtitel bezeichnet prägnant den Inhalt eines Werkes und grenzt dieses von anderen Werken ab, um Verwechslungen oder Missbrauch zu vermeiden. Er repräsentiert den auf ein Minimum reduzierten Werkinhalt. Er lässt beim Betrachter in Verbindung mit der Bildgestaltung die unterschiedlichsten Assoziationen aufkommen. Nicht zuletzt die Bildtitel haben in der surrealistischen Malerei die Funktion, das Dargestellte – wenn auch meist in ironischer Weise – auf die kunstexterne Wirklichkeit zu beziehen. Bei Bildtiteln surrealistischer Werke entfernt sich die bildnerische Darstellung – wie etwa bei Joan Miró – sehr weit von konventionellen Gegenstandsvorstellungen, so dass der Bildtitel für eine Rückbindung des Werks an Erfahrungsbereiche der kunstexternen Realität sorgt. Max Ernst versah seine Collagen mit ausführlichen Bildlegenden, die mehr als ein bloßer Bildtitel sind. Bildtitel können aber auch Verwirrung stiften: Entgegen dem Bildtitel „Die Geburt der Venus“ von Sandro Botticelli ist nicht die Geburt der Venus, sondern eigentlich die darauf folgende Landung der Venus am Strand von Zypern dargestellt.
Bildtitel erscheinen in Katalogen oder sonstigen Nachschlagewerken stellvertretend für das Bild, nach ihnen kann durch Interessierte auch in Suchmaschinen gesucht werden (siehe hierzu auch: Metadaten). Schließlich kann der Bildtitel die Bildbetrachtung oder Bildinterpretation unterstützen.

## Rechtsfragen
Die einen Bildtitel enthaltenden geschützten Werke sind in § 2 Abs. 1 Nr. 4 (bildende Künste) und Nr. 5 (Lichtbildwerke) UrhG erwähnt. Nicht nur die Werke selbst, sondern auch Bildtitel, Buchtitel, Filmtitel oder Musiktitel können für sich ausnahmsweise urheberrechtlichen Schutz genießen. Ein Titelschutz kann auf vier Arten gewährleistet werden, und zwar durch das Markenrecht, das Wettbewerbsrecht, das allgemeine Zivilrecht (§ 12 BGB), aber auch durch das Urheberrecht. Ein Schutz durch das Urheberrecht setzt voraus, dass es sich bei dem Bildtitel eines Werkes um eine allgemein urheberrechtlich schutzfähige Teilleistung handelt. Die gefestigte Rechtsprechung hält zwar die Möglichkeit eines urheberrechtlichen Titelschutzes allgemein für zulässig, schränkt aber ein, dass im Normalfall die notwendige Individualität und Originalität bei einem Bildtitel nicht gegeben sind, da er meist nur aus wenigen Worten besteht und ein Kurzsymbol für das Werk selbst darstellt. Für den Schutz eines Bildtitels ist das Urheberrecht daher meist ungeeignet, so dass insbesondere im geschäftlichen Verkehr der markenrechtliche Titelschutz wirksamer ist. Im Fall unliebsamer Konkurrenz kann das Wettbewerbsrecht als Verteidigungsmittel dienen.

## International
Sofern einem Titel hinreichende Individualität zukommt, genießt dieser als eigenständiges Werk in der Schweiz urheberrechtlichen Schutz nach Art. 2 Abs. 4 Schweizer Urheberrechtsgesetz (URG). Titel müssen von originellem Gepräge sein, Ausdruck einer schöpferischen Tätigkeit und sich von Bestehendem unterscheiden. Dies ist der individuelle Charakter, den die Rechtsprechung voraussetzt. In einer der wenigen einschlägigen Entscheidungen des Schweizer Bundesgerichts (BG) zu dieser Thematik wird klargestellt, dass ein Titel „für sich allein“ eher selten urheberrechtlichen Schutz beanspruchen dürfte und präzisiert, ein Titel müsse „die Erhebung in den Rang eines literarischen Kunstwerks“ verdienen. Im Jahre 1951 hatte sich das Bundesgericht mit der Mickey Mouse zu befassen. Es verlangte hier ebenfalls individuellen Charakter: „Eine Maus Mickey zu nennen (englische Formung für Michael), wie man überall den Tieren menschliche Vornamen besonders in Koseform zulegt, und wie in Tiergeschichten menschliche Rufnamen auch mit tierischen Gattungsnamen verbunden werden, ist denn doch allzu naheliegend und gewöhnlich […]. Wenn das Fremdsprachige der Bezeichnung Mickey-Mouse noch irgendwie originell anmuten sollte, so weicht dieser Eindruck sofort vor der wörtlichen Übertragung ins Deutsche, die ‚Michael Mäuserich‘ lauten müsste. Für die Wahl eines gebräuchlichen Vornamens als Werktitel bedarf es kaum eines geistigen Aufwandes. Und gar schöpferisch ist die Individualisierung einer Tierfigur mittels eines (schon vorhandenen) Vornamens hier so wenig wie sonst.“
In der Schweiz genießen Bildtitel weder Wettbewerbs- noch Markenschutz. Art. 3 lit. D UWG verbietet zwar sämtliche Maßnahmen als unlauter, die nebst anderen geeignet sind, Verwechslungen mit Waren, Werken oder Leistungen von anderen herbeizuführen. Allerdings verlangt das Wettbewerbsrecht, dass dem Titel eine betriebliche Herkunftsfunktion zukommen muss. Daran scheitern Bildtitel, weil sie meist keine betriebliche Herkunft (wie Buchverlag oder Plattenlabel) offenlegen.
Der Titelschutz ist in Österreich im Wesentlichen in zwei Bestimmungen gesetzlich verankert, und zwar einerseits in § 80 Urheberrechtsgesetz (UrhG) und andererseits in § 9 Gesetz gegen den unlauteren Wettbewerb (UWG). Danach darf im geschäftlichen Verkehr weder der Titel oder die sonstige Bezeichnung eines geschützten Werkes der Literatur oder Kunst noch die äußere Ausstattung von Werkstücken für ein anderes Werk auf eine Weise verwendet werden, die geeignet ist, Verwechslungen hervorzurufen. Dazu ist es erforderlich, dass der Titel Unterscheidungskraft aufweist. Die Bezeichnung des Werkes muss etwas Besonderes, Individuelles an sich haben. Auch in Österreich gilt, dass ein ansonsten nicht unterscheidungskräftiger Bildtitel dann Schutz genießen kann, wenn er Verkehrsgeltung erreicht hat. Der Titelschutz entsteht mit der Ingebrauchnahme des Titels, sofern der Titel unterscheidungsfähig ist. Einer Registereintragung oder der Veröffentlichung einer Titelschutzanzeige bedarf es für den Schutz eines Titels nicht. Mit der Veröffentlichung einer Titelschutzanzeige kann der Schutz des Titels aber bereits vor der Veröffentlichung gesichert werden. Titelschutzanzeigen können in den üblicherweise benutzten Medien veröffentlicht werden. Für Buchtitel ist dies der Anzeiger des Hauptverband des österreichischen Buchhandels, außerdem gibt es Anzeigenblätter wie z. B. das Titelschutz-Journal, oder das Titelschutz-Magazin. Ein Titelschutz kann auch medienübergreifend geltend gemacht werden. So könnte durchaus zwischen dem Buchtitel und dem Titel eines Films Verwechslungsgefahr entstehen.